# Замагора
Замаго́ра (укр. Замагора) — село в Верховинской поселковой общине Верховинского района Ивано-Франковской области Украины.
Население по переписи 2001 года составляло 1185 человек. Занимает площадь 14 км². Почтовый индекс — 78720. Телефонный код — 03432.

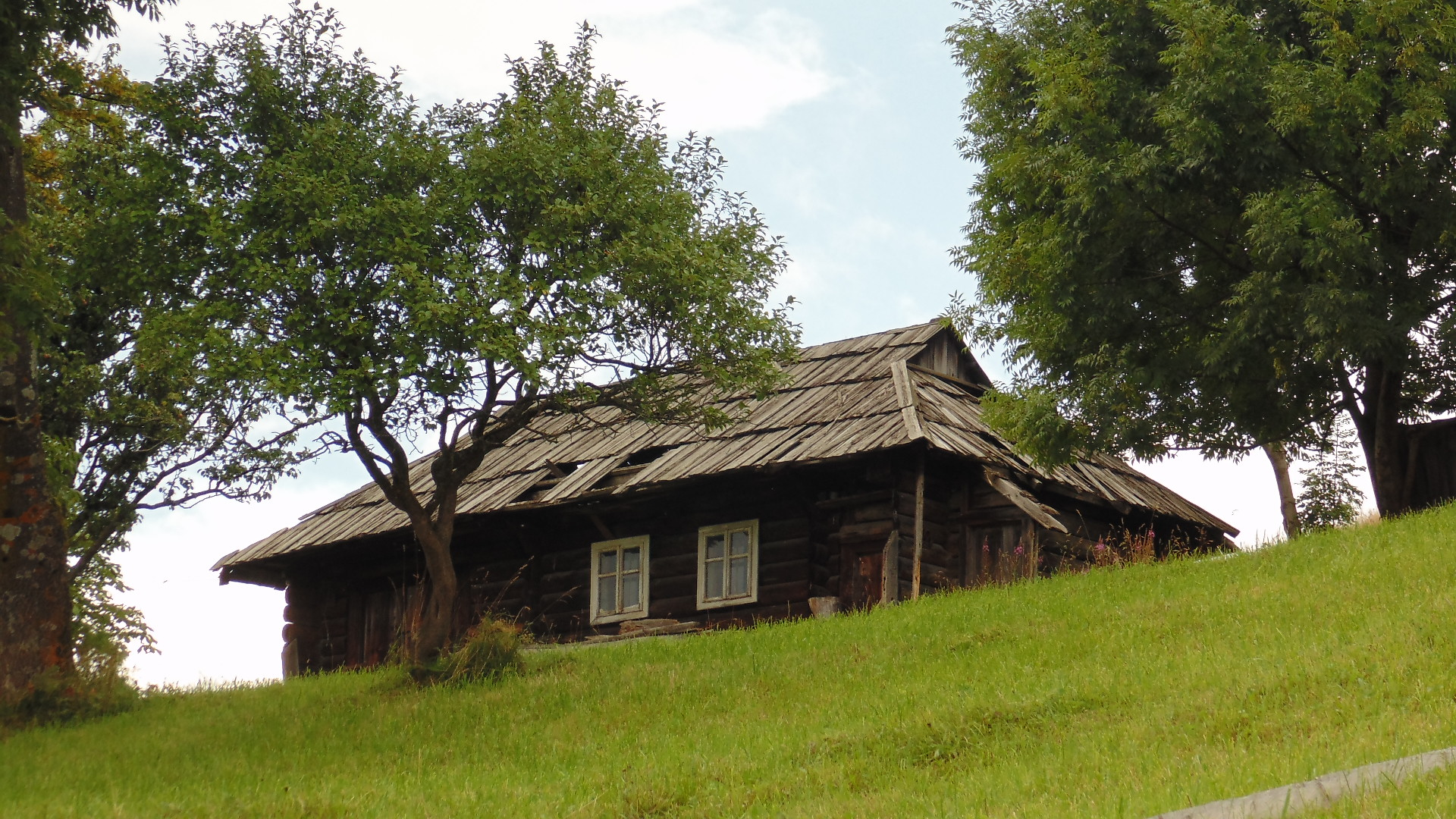